# Magnificat (2023)
Magnificat (bra: Disfarce Divino) é um filme de 2023 dirigido por Virginie Sauveur. No Brasil, foi lançado pela Bonfilm nos cinemas em 30 de maio de 2024, antes do lançamento, foi apresentado no Festival Varilux 2023.

## Sinopse
Charlotte, uma chanceler encarregada da diocese, inicia uma investigação em meio a comunidade após descobrir que um padre idoso que acabou de morrer era uma mulher.

## Elenco
- Karin Viard : Charlotte
- François Berléand
- Maxime Bergeron : Thomas
- Nicolas Cazalé : Jérémy
- Patrick Catalifo
- Anaïde Rozam : Anne
- Benoît Allemane
- Stéphanie Michelini : Mathilde
- Clotilde Mollet : Béatrice
- Francis Leplay
- Patrick d'Assumçao : Dr. Grammel
- Annie Mercier

## Recepção
Na França, o filme tem uma nota média de 2,5/5 no agregador do AlloCiné, calculada a partir de 16 resenhas da imprensa.